# Kedar Karki
Kedar Karki (nepalí:केदार कार्की) es un político nepalí, perteneciente al Partido del Congreso Nepalí. Karki fue el sexto Ministro jefe de la provincia de Koshi del 14 de octubre de 2023 al 9 de mayo de 2024. También se desempeña como miembro de la Asamblea Provincial de Koshi tras haber sido elegido por el distrito electoral de Morang 6 (B).